# Stevia stolonifera
Stevia stolonifera là một loài thực vật có hoa trong họ Cúc. Loài này được Yahara & Soejima miêu tả khoa học đầu tiên.